# Marché climatique européen
En 2005, le Chicago Climate Exchange lance le European Climate Exchange (situé à Londres), acteur important dans les échanges à l'intérieur du marché de l'Union européenne (European Union Emissions Trading Scheme). Ces deux entités appartiennent à la holding Climate Exchange Plc.
La valeur du marché européen est estimée à 285 milliards de dollars pour la période se terminant en 2012, selon Environmantal Finance magazine. Évalué à 92 milliards d'euros en 2008 (au niveau mondial) et estimé à 112 milliards d'euros pour 2009.
Son président est Patrick BIRLEY.

## Fonctionnement
Système d'échange basé sur le crédit-carbone (1 crédit représentant 1 tonne de carbone ou Gaz à effet de serre). Les sociétés diminuant leur émission de carbone gagnent des crédits. À l'inverse, si elles dépassent leur quota, elles doivent acheter des crédits carbone.